# Списък с позивните (президент на САЩ)
Президентът на САЩ използва безплатен правителствен превоз при пътуванията си в чужбина и в страната. В зависимост от вида на превозното средство и от това на чие подчинение е, то получава позивна която да го отличава.
Air Force One
Позивна, запазена за летателен апарат от състава на Военновъздушни сили на САЩ, превозващ президента. Тя е най-често използваната. От 1990 г. са въведени в експлоатация 2 нови самолета – Boeing 747-200B, с номера на опашката 28000 и 29000 и обозначение на ВВС – VC-25A. Тези самолети се поддържат и експлоатират от Авиогрупа за обслужване на президента, от състава на 89 авиокрило. Авиокрилото е базирнао в Военновъздушна база „Андрюс“, Мериленд.
Army One
Позивна, запазена за летателен апарат от състава на Сухопътните войски на САЩ, превозващ президента. Хеликоптер на Сухопътни войски, съвместно с хеликоптер на Морската пехота, е превозвал президента на САЩ в периода 1957 – 1976 г.
Coast Guard One
Позивна, запазена за летателен апарат от състава на Бреговата охрана на САЩ, превозващ президента.
Executive One
Позивна, запазена за цивилен летателен апарат, превозващ президента. Такъв случай не е имало.
Marine One
Позивна, запазена за летателен апарат от състава на Морската пехота на САЩ, превозващ президента. Хеликоптер на Морската пехота, съвместно с хеликоптер на Сухопътни войски, е превозвал президента на САЩ в периода 1957 – 1976 г. След 1976 г. тази длъжност се поема само от Морската пехота.
Navy One
Позивна, запазена за летателен апарат от състава на Военноморските сили на САЩ, превозващ президента. Случвало се е само един път, когато на 1 май 2003 г. президентът Джордж Уокър Буш посещава самолетоносача „Ейбрахъм Линкълн“.